# Zisis Wrizas
Zisis Wrizas, gr. Ζήσης Βρύζας (ur. 9 listopada 1973 w Kawali) – grecki piłkarz występujący na pozycji napastnika. Obecnie jest dyrektorem technicznym PAOK-u Saloniki.

## Kariera klubowa
Wrizas profesjonalną karierę zaczynał Skodzie Ksanti. Po 5 latach przeszedł do PAOK-u, gdzie występował przez kolejne 4 sezony. W sezonie 1997/98 Pucharu UEFA zdobył bramkę z Arsenalem. W greckim klubie zaliczył cztery udane sezony, zaowocowało to transferem do Serie A, a dokładnie do zespołu AC Perugia. Podczas pierwszego sezonu zdobył 9 goli i 2 asysty i zagrał we wszystkich spotkaniach, najbardziej pamiętnym meczem Zisisa było spotkanie przeciwko Fiorentinie, zdobył hat-tricka. Jednym z pamiętnym meczów był także mecz przeciwko Milanowi, gdzie został najlepszym zawodnikiem spotkania i dwukrotnie trafił do siatki. W tej drużynie Grek grał do połowy sezonu 2003/2004, kiedy to został wytransferowany do Fiorentiny. We Florencji grał zaledwie pół roku, po czym przeszedł do Celty Vigo, gdzie grał przez następny rok. W kolejnym sezonie grecki napastnik występował już w Torino Calcio. Następnie Wrizas grał w Skodzie Ksanti, a karierę zakończył w PAOK-u Saloniki.

## Kariera reprezentacyjna
W reprezentacji Grecji Zisis Wrizas debiutował 27 kwietnia 1994 roku w towarzyskim meczu z Arabią Saudyjską. W 2004 roku wraz z kolegami wystąpił na Mistrzostwach Europy. Wystąpił w meczu otwarcia przeciwko gospodarzom – Portugalii, Grecji udało się wygrać 2-1, a Zisis rozegrał cały mecz. W drugim meczu Grecy zremisowali z Hiszpanią, a w trzecim przegrali z Rosją 1-2 Wrizas zdobył gola i dzięki temu Grecja wyszła z grupy. Ze względu na kartki nie wystąpił z Francją, jednak po zaciętym meczu Grecja zwyciężyła, w kolejnych dwóch także w których Wrizas zagrał, Grecji nieoczekiwanie udało się wygrać turniej. Rok później Grecy wystąpili na Pucharze Konfederacji w 2005 roku, odpadli zdobywając zaledwie jeden punkt z Meksykiem, Zisisowi i całej drużynie nie udało się nawet zdobyć bramki. Łącznie Wrizas w kadrze wystąpił 68 razy i strzelił 9 goli.

## Styl gry
Zawodnik z niespotykanymi umiejętnościami. Mimo wysokiego wzrostu, szybki i wytrzymały, a także silny. Dzięki temu miał dużą łatwość wchodzenia w pole karne. Grał zazwyczaj jako środkowy napastnik, Zdobywał wiele goli po uderzeniach głową, Dobrze odnajdywał się w polu karnym.